# Élections municipales partielles françaises de 1989
Des élections municipales partielles ont lieu en 1989 en France.

## Bilan

### Résultats en nombre de maires
| Partis       | Partis                             | Maires sortants | Maires élus | Évolution     |
| ------------ | ---------------------------------- | --------------- | ----------- | ------------- |
|              | Parti socialiste                   | 1               | 1           |               |
|              | Parti communiste français          | 1               | 1           | en stagnation |
|              | Parti communiste réunionnais       | 1               | 1           | en stagnation |
|              | Divers gauche                      | 0               | 1           | 1             |
| Total gauche | Total gauche                       | 3               | 4           | 1             |
|              | Divers droite                      | 2               | 2           | en stagnation |
|              | Union pour la démocratie française | 1               | 0           | 1             |
| Total droite | Total droite                       | 3               | 2           | 1             |

## Élections

### Anse(Rhône)
- Maire sortant : Michel Lamy (UDF-CDS)
- Maire élu ou réélu : Jean-Pierre Pinault (DVD)

- Contexte : décès du maire sortant

| Tête de liste  | Tête de liste         | Liste          | Premier tour | Premier tour | Second tour | Second tour | Sièges | Sièges |
| Tête de liste  | Tête de liste         | Liste          | Voix         | %            | Voix        | %           | CM     |        |
| -------------- | --------------------- | -------------- | ------------ | ------------ | ----------- | ----------- | ------ | ------ |
|                | Jean-Pierre Pinault   | DVD            | 800          | 49,87        | 944         | 57,83       | 22     |        |
|                | Daniel Pomeret        | DVD            | 434          | 27,05        | 383         | 23,46       | 3      |        |
|                | Adrien Laude-Bousquet | DVD            | 370          | 23,06        | 305         | 18,68       | 2      |        |
|                |                       |                |              |              |             |             |        |        |
| Inscrits       | Inscrits              | Inscrits       | 2 509        | 100,00       | 2 509       | 100,00      |        |        |
| Abstentions    | Abstentions           | Abstentions    | 814          | 32,44        | 840         | 33,47       |        |        |
| Votants        | Votants               | Votants        | 1 695        | 67,56        | 1 669       | 66,53       |        |        |
| Blancs et nuls | Blancs et nuls        | Blancs et nuls | 91           | 3,63         | 37          | 1,47        |        |        |
| Exprimés       | Exprimés              | Exprimés       | 1 604        | 63,93        | 1 632       | 65,05       |        |        |

### Dardilly(Rhône)
- Maire sortant : Bernard Thomas (DVD)
- Maire élu ou réélu : Bernard Thomas (DVD)

- Contexte : annulation du scrutin des 12 et 19 mars 1989 par le tribunal administratif de Lyon et confirmée par le Conseil d'État

| Tête de liste            | Tête de liste    | Liste          | Premier tour | Premier tour | Second tour | Second tour | Sièges | Sièges |
| Tête de liste            | Tête de liste    | Liste          | Voix         | %            | Voix        | %           | CM     |        |
| ------------------------ | ---------------- | -------------- | ------------ | ------------ | ----------- | ----------- | ------ | ------ |
|                          | Bernard Thomas * | DVD            | 773          | 40,66        | 818         | 37,73       | 21     |        |
|                          | Daniel Le Maire  | RPR            | 628          | 33,03        | 811         | 37,40       | 5      |        |
|                          | Michel Charmont  | PS             | 500          | 26,30        | 539         | 24,86       | 3      |        |
|                          |                  |                |              |              |             |             |        |        |
| Inscrits                 | Inscrits         | Inscrits       | 4 147        | 100,00       | 4 147       | 100,00      |        |        |
| Abstentions              | Abstentions      | Abstentions    | 2 096        | 50,54        | 1 923       | 46,37       |        |        |
| Votants                  | Votants          | Votants        | 2 051        | 49,46        | 2 224       | 53,63       |        |        |
| Blancs et nuls           | Blancs et nuls   | Blancs et nuls | 150          | 3,61         | 56          | 1,35        |        |        |
| Exprimés                 | Exprimés         | Exprimés       | 1 901        | 45,84        | 2 168       | 52,28       |        |        |
| * Liste du maire sortant |                  |                |              |              |             |             |        |        |

### Descartes(Indre-et-Loire)
- Maire sortant : Serge Petit (PS)
- Maire élu ou réélu : Serge Petit (PS)

- Contexte : annulation du scrutin des 12 et 19 mars 1989 par le tribunal administratif de Tours

|                          | Serge Petit *  | PS             | 1 259 | 52,83  | 21 |  |  |  |
|                          | Gaston Hervier | DVD-CG         | 907   | 38,06  | 5  |  |  |  |
|                          | Alban Chertier | PCF            | 217   | 9,10   | 1  |  |  |  |
|                          |                |                |       |        |    |  |  |  |
| Inscrits                 | Inscrits       | Inscrits       | 3 246 | 100,00 |    |  |  |  |
| Abstentions              | Abstentions    | Abstentions    | 781   | 24,06  |    |  |  |  |
| Votants                  | Votants        | Votants        | 2 465 | 75,94  |    |  |  |  |
| Blancs et nuls           | Blancs et nuls | Blancs et nuls | 82    | 2,52   |    |  |  |  |
| Exprimés                 | Exprimés       | Exprimés       | 2 383 | 73,41  |    |  |  |  |
| * Liste du maire sortant |                |                |       |        |    |  |  |  |

### Moirans(Isère)
- Maire sortant : Max Monnet (PCF)
- Maire élu ou réélu : Max Monnet (PCF)

- Contexte : annulation du scrutin des 12 et 19 mars 1989 par le tribunal administratif de Grenoble en raison d'irrégularités

|                          | Max Monnet *     | PCF            | 1 405 | 50,88  | 22 |  |  |  |
|                          | Alain Quinet     | DVD-RPR-UDF    | 846   | 30,64  | 4  |  |  |  |
|                          | Maurice Chanaron | DVD            | 510   | 18,47  | 3  |  |  |  |
|                          |                  |                |       |        |    |  |  |  |
| Inscrits                 | Inscrits         | Inscrits       | 4 034 | 100,00 |    |  |  |  |
| Abstentions              | Abstentions      | Abstentions    | 1 224 | 30,34  |    |  |  |  |
| Votants                  | Votants          | Votants        | 2 810 | 69,66  |    |  |  |  |
| Blancs et nuls           | Blancs et nuls   | Blancs et nuls | 49    | 1,21   |    |  |  |  |
| Exprimés                 | Exprimés         | Exprimés       | 2 761 | 68,44  |    |  |  |  |
| * Liste du maire sortant |                  |                |       |        |    |  |  |  |

### Mundolsheim(Bas-Rhin)
- Maire sortant : Camille Roth (DVD)
- Maire élu ou réélu : Norbert Reinhardt (DVG)

- Contexte : annulation du scrutin des 12 et 19 mars 1989 par le Conseil d'Etat

| Tête de liste            | Tête de liste     | Liste          | Premier tour | Premier tour | Second tour | Second tour | Sièges |  |
| Tête de liste            | Tête de liste     | Liste          | Voix         | %            | Voix        | %           | CM     |  |
| ------------------------ | ----------------- | -------------- | ------------ | ------------ | ----------- | ----------- | ------ |  |
|                          | Camille Roth *    | DVD            | 1 025        | 46,88        | 1 160       | 49,82       | 6      |  |
|                          | Norbert Reinhardt | DVG            | 702          | 32,11        | 1 168       | 50,17       | 21     |  |
|                          | Alexandre Bérard  | SE             | 266          | 12,16        | 1 168       | 50,17       | 21     |  |
|                          | Fabrice Bidet     | SE             | 193          | 8,82         | 1 168       | 50,17       | 21     |  |
|                          |                   |                |              |              |             |             |        |  |
| Inscrits                 | Inscrits          | Inscrits       | 3 159        | 100,00       | 3 159       | 100,00      |        |  |
| Abstentions              | Abstentions       | Abstentions    | 898          | 28,42        | 777         | 24,59       |        |  |
| Votants                  | Votants           | Votants        | 2 261        | 71,58        | 2 382       | 75,41       |        |  |
| Blancs et nuls           | Blancs et nuls    | Blancs et nuls | 75           | 2,37         | 54          | 1,71        |        |  |
| Exprimés                 | Exprimés          | Exprimés       | 2 186        | 69,20        | 2 328       | 73,69       |        |  |
| * Liste du maire sortant |                   |                |              |              |             |             |        |  |

### Saint-Pierre(La Réunion)
- Maire sortant : Élie Hoarau (PCR)
- Maire élu ou réélu : Élie Hoarau (PCR)

- Contexte : annulation du scrutin du 12 mars 1989 par le tribunal administratif de Saint-Denis de La Réunion et confirmé par le Conseil d'État

|                          | Élie Hoarau *         | PCR            | 13 082 | 50,38  | 34 |  |  |  |
|                          | André-Maurice Pihouée | RPR            | 12 063 | 46,45  | 11 |  |  |  |
|                          | Ismaël Daoudjee       | PS             | 820    | 3,15   | 0  |  |  |  |
|                          |                       |                |        |        |    |  |  |  |
| Inscrits                 | Inscrits              | Inscrits       | 31 984 | 100,00 |    |  |  |  |
| Abstentions              | Abstentions           | Abstentions    | 5 655  | 17,68  |    |  |  |  |
| Votants                  | Votants               | Votants        | 26 329 | 82,32  |    |  |  |  |
| Blancs et nuls           | Blancs et nuls        | Blancs et nuls | 364    | 1,14   |    |  |  |  |
| Exprimés                 | Exprimés              | Exprimés       | 25 965 | 81,18  |    |  |  |  |
| * Liste du maire sortant |                       |                |        |        |    |  |  |  |